# Orovecz Béla
Orovecz Béla, teljes nevén Orovecz Béla Árpád (Budapest, 1909. szeptember 5. – Budapest, 1966. december 17.) magyar orvos, mentőorvos.

## Életpályája
Orovecz István hivatalszolga és Veres Mária fiaként született. Középiskolai tanulmányait 1920 és 1928 között a Magyar Kegyestanítórend Budapesti Gimnáziumában végezte. A budapesti Pázmány Péter Tudományegyetemen 1934. szeptember 22-én avatták orvosdoktorrá.
Eleinte a budapesti II. sz. Belgyógyászati Klinikán és a III. sz. Sebészeti Klinikán dolgozott. 1936–1945 között a Magyar Vöröskereszt Mentésügyi Osztályán tanácsadó szakértő, illetve orvos-előadó volt. 1939–1945 között az Országos Légoltalmi Parancsnokságon teljesített szolgálatot. 1948-ban honvédségi állományból a Népjóléti Minisztériumba került a mentésügy átszervezésére. Az 1948. május 10-én megalakult Országos Mentőszolgálatnak kezdetben miniszteri biztosa, 1948–1966 között főigazgatója volt. 1954-ben életre hívta a rohamkocsi-szolgálatot, 1956-ban megalakította a Mentőkórházat, 1958-ban kezdeményezésére kezdte meg működését a Légi Betegszállító Csoport. 1958-ban megrendezte az I. Nemzetközi Mentőorvosi Kongresszust.
Halálát a szívkoszorús erek többszörös elzáródása okozta.
A Farkasréti temetőben nyugszik.

### Munkássága
Nagy számban mentett meg politikai vagy más okból üldözötteket. Széles körű szervezési munkával megteremtette az egységes mentőszervezetet. A szocialista országok mentőszervezetei munkabizottságának haláláig elnöke. Tudományos munkái egészségügyi szervezési, elsősegélynyújtási kérdésekkel foglalkoznak, nevéhez fűződik az oxiológiának (sürgősségi ellátásnak) mint önálló szakterületnek felismerése, rendszerezése és e téren az irodalmi munkásság elindítása hazánkban. 

## Művei
- Az elsősegélynyújtás kézikönyve (Rácz Lajossal, Budapest, 1950)